# Cubry
Cubry é uma comuna francesa na região administrativa de Borgonha-Franco-Condado, no departamento de Doubs. Estende-se por uma área de 5,4 km². Em 2010 a comuna tinha 90 habitantes (densidade: 16,7 hab./km²).